# Lieshan

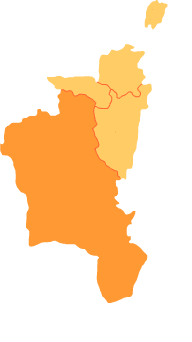
Lage des Stadtbezirks Lieshan im Gebiet der bezirksfreien Stadt Huaibei

Der Stadtbezirk Lieshan (chinesisch 烈山区, Pinyin Lièshān Qū) ist ein Stadtbezirk der bezirksfreien Stadt Huaibei im Norden der chinesischen Provinz Anhui. Er hat eine Fläche von 287,8 Quadratkilometern und zählt 346.000 Einwohner (Stand: Ende 2018).

## Gemeindestruktur
Auf Gemeindeebene setzt sich der Stadtbezirk aus fünf Straßenvierteln und drei Großgemeinden zusammen. 